# István Bárány
István Bárány (hongarès: Bárány István)  (Eger, 20 de desembre de 1907 - Budapest, 21 de febrer de 1995) va ser un nedador hongarès que va disputar tres edicions dels Jocs Olímpics: el 1924, 1928 i 1932.
El 1924, a París, quedà eliminat en sèries en els 100 metres lliures del programa de natació. El 1928, a Amsterdam, va disputar dues proves del programa de natació. Guanyà la medalla de plata en els 100 metres lliures, mentre en els 4×200 metres lliures finalitzà en quarta posició. El 1932, a Los Angeles, disputà els seus tercers i darrers Jocs Olímpics. Novament disputà dues proves del programa de natació. Guanyà la medalla de bronze en els 4×200 metres lliures, formant equip amb László Szabados, András Székely i András Wanié. En els 100 metres lliures quedà eliminat en sèries.
Entre 1926 i 1931 Bárány guanyà quatre Campionats d'Europa. El 1929 a ser la segona persona, rere Johnny Weissmuller, en nedar els 100 metres en menys d'un minut. Bárány va realitzar un doctorat en dret i ciències polítiques. De 1957 a 1959 va ser secretari general de l'Associació Hongaresa de Natació. També va ser entrenador nacional i àrbitre internacional i va escriure més de 30 llibres sobre natació. El 1978 va ingressar a l'International Swimming Hall of Fame.